# Mydaea piceitarsis
Mydaea piceitarsis är en tvåvingeart som beskrevs av Fritz Isidore van Emden 1965. Mydaea piceitarsis ingår i släktet Mydaea och familjen husflugor.
Artens utbredningsområde är Myanmar. Inga underarter finns listade i Catalogue of Life.